# 태풍 바비 (2020년)
태풍 바비 (BAVI)는 2020년 8월 22일부터 8월 27일까지 활동했고 최저기압 950 hPa를 기록했던 2020년의 제 8호 태풍이다. 대만, 대한민국, 북한, 중국에 영향을 주었다. 바비는 베트남에서 제출한 이름으로 바비산맥에서 따온 이름이다.

## 태풍의 진행
제8호 태풍 바비는 8월 22일 9시에 중심기압 1002hPa, 최대풍속 18m/s, 강풍 반경 220km(남동쪽 반경)의 열대폭풍으로 대만 타이베이 남남동쪽 약 200km 부근 해상에서 발생하였다.(일본 기상청 태풍정보 속보치 기준) 발생 이후 북태평양 고기압의 확장에 따른 지향류로 인해 일본 오키나와 부근 해상에서 동~동북동진하면서 더디게 발달하였고, 지향류의 영향에서 벗어나며 동중국해에 진출한 뒤 8월 25일부터 북북서~북진하면서 늦은 폭염으로 높아진 수온으로 인해 급발달해서, 8월 26일 9시에 대한민국 서귀포 서남서쪽 약 210 km 부근 해상(동중국해)에서 중심기압 950 hPa, 최대풍속 44 m/s의 세력 '매우 강'의 태풍으로 최성기를 맞이하였다.
동중국해와 황해에서 최성기 세력을 유지하다가 북위 35도를 지나면서 서서히 약화되어가며 이동 속도가 빨라졌고, 동경 124도를 따라가면서 계속 북진하다가 서서히 북북동진을 하였다. 한국 기상청 기준으로는 8월 27일 5시 30분에 조선민주주의인민공화국 황해남도 옹진군에 중심기압 965 hPa, 최대풍속 37 m/s의 세력으로 상륙하였다. 일본 기상청 기준으로는 8월 27일 6시에서 7시 사이에 조선민주주의인민공화국 황해남도 옹진군에 중심기압 965 hPa, 최대풍속 33 m/s(일본 기상청 태풍정보 속보치 기준)의 세력으로 상륙하였다.
북한 황해남도 옹진군 상륙 뒤 빠른 속도로 북진하며 온대저기압화가 진행되어서, 8월 27일 15시에 중화인민공화국 선양시 동쪽 약 180km 부근 육상에서 중심기압 992 hPa의 온대저기압으로 변질되었다.(한국 기상청 기준으로는 중심기압 990 hPa의 온대저기압으로 변질되었다.)
태풍 바비로 인해 8월 26일 20시 29분에 대한민국 전라남도 신안군 흑산도에서 순간최대풍속 47.4 m/s를 기록하였다. 그리고 태풍 바비는 태풍 링링 (2019년)을 뛰어넘는 북한에 역대 가장 강한 태풍으로 상륙하였다.

## 같이 보기
- 2020년 태풍